# Haydock
Haydock è un paese parte del  Metropolitan Borough of St Helens (Merseyside), in Inghilterra. Il paese si trova a metà strada tra Liverpool e Manchester, sul percorso della A580 (East Lancashire Road) ed accanto l'uscita autostradale 23 dell'autostrada M6. Secondo il censimento del 2001 il paese ha una popolazione di 11 962.